# Diecezja Nalgonda
Diecezja Nalgonda – diecezja rzymskokatolicka w Indiach. Została utworzona w 1976 z terenu diecezji Hajderabadu i diecezji Warangal.

## Ordynariusze
- Mathew Cheriankunnel, (1976–1986)
- Innayya Chinna Addagatla (1989–1993)
- Joji Govindu (1997–2021)
- Karnam Dhaman Kumar (2024 – nadal)